# 東生駒站
東生駒站（日语：／ Higashi Ikoma eki */?）是位於奈良縣生駒市東生駒一丁目，近畿日本鐵道（近鐵）的奈良線車站。車站編號為「A18」。副站名為帝塚山大學前

## 歷史
- 1968年（昭和43年）3月20日 - 近鐵奈良線生駒至富雄之間新設此站[1]。
- 2007年（平成19年）4月1日 - 車站可以使用PiTaPa[2]。

## 車站構造
車站兩側各設有1條通過線，中間為1面2線的島式月台，為一座建設在路堤上的地上車站
車站由生駒站管理的有人車站。車站設有可使用PiTaPa、ICOCA的自動閘機、自動補票機（可支援回數卡及IC卡，以及為IC卡增值）和櫃臺。在櫃臺中可購買特急票和定期票。

### 第1層
- 奈良交通（日语：奈良交通）巴士總站
- Harves（日语：近商ストア）第1層
- 里索那銀行
- Dart咖啡店

### 第2層（閘口）
- 定期票、特急票發售櫃臺
- 車站事務室
- 的士站
- Harves（日语：近商ストア）第2層
- 麥當勞
- 京都銀行ATM
- 三井住友銀行ATM

### 月台（第3層、奈良線月台）
| 月台 | 路線   | 上下行 | 方向                                   |
| ---- | ------ | ------ | -------------------------------------- |
| 2    | 奈良線 | 下行   | 大和西大寺、奈良方向 京都方向 天理方向 |
| 3    | 奈良線 | 上行   | 大阪難波、尼崎、神戶三宮方向           |

由於1號和4號月台是通過線（讓通過列車使用），因此沒有這些月台編號。而通過線為主本線，在2號和3號月台停車的為副本線。
月台可容納8卡車廂，由於為了讓不載客列車進行待避，因此實際上可讓10卡編成的列車停車。
車站往奈良方向設有Y字形的引上線（可容納6卡車廂、在未開設東生駒車廠前為4卡）。

## 停車列車
- 準急以下的一般列車起停此站，在早晩及星期六和假期日間，會設有列車待避，等候特急、急行系列車通過[4]。在2006年時間表修正前，在平日日間設有普通列車以此站為終點或起點站（現時該列車縮短行走區間至大阪難波與東花園之間）並等候急行系列車通過此站。
- 大阪方向中，在早上和黃昏設有普通列車在此處折返[4]。曾經日間也設折返列車，但現時變為在東花園站折返並轉為區間準急列車。

## 在此站上下車人次
以下列出近年來1日中上下車人次。
- 2018年11月13日：17,682人
- 2015年11月10日：17,685人
- 2012年11月13日：18,135人
- 2010年11月9日：18,948人
- 2008年11月18日：19,357人
- 2005年11月8日：24,548人

## 使用狀況
以下列出近年來1日中乘車人次。
| 年度               | 1日平均 乘車人次 |
| ------------------ | ---------------- |
| 2005年（平成17年） | 12,982           |
| 2006年（平成18年） | 11,074           |
| 2007年（平成19年） | 10,698           |
| 2008年（平成20年） | 10,545           |
| 2009年（平成21年） | 10,228           |
| 2010年（平成22年） | 9,924            |
| 2011年（平成23年） | 9,581            |
| 2012年（平成24年） | 9,498            |
| 2013年（平成25年） | 9,524            |
| 2014年（平成26年） | 8,968            |
| 2015年（平成27年） | 9,116            |
| 2016年（平成28年） | 9,016            |
| 2017年（平成29年） | 9,154            |

## 車站周邊

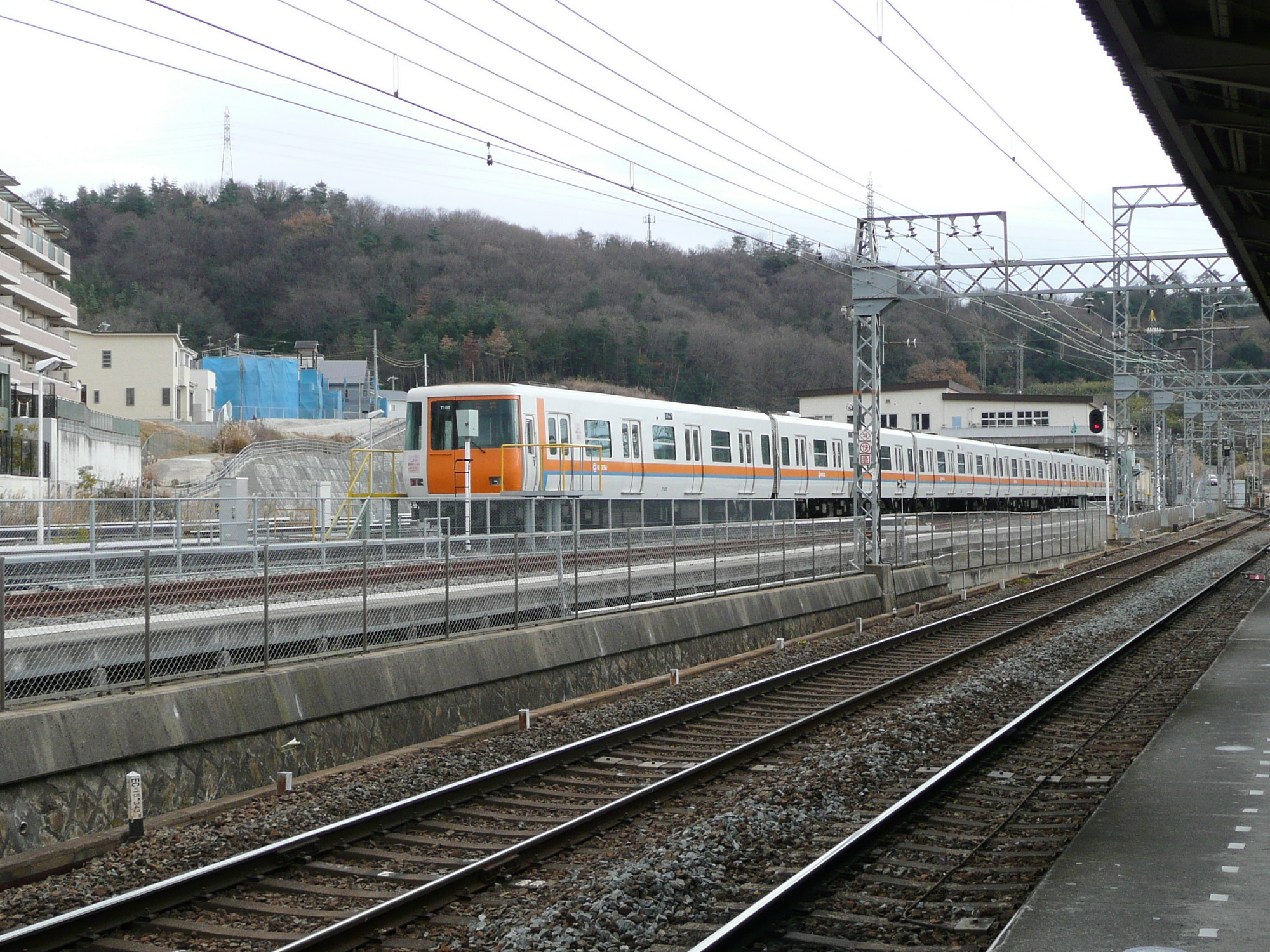
京阪奈線東花園檢車區東生駒車廠

車站周邊都是住宅區。
- 車站北邊
  - 近鐵京阪奈線東花園檢車區（日语：東花園検車区）東生駒車廠
  - 生駒市圖書會館
  - 洋服之青山（日语：青山商事）生駒店
  - 阪奈道路（日语：阪奈道路）辻町交流道（日语：辻町インターチェンジ）
  - N.I.Planning總部
- 車站南邊
  - 奈良交通（日语：奈良交通）巴士總站
  - 近鐵有線網絡（日语：近鉄ケーブルネットワーク）總部
  - 奈良生駒高速鐵道總部
  - Geo東生駒站前店
  - 南都銀行（日语：南都銀行）東生駒分店
  - 市營東生駒站前單車停車場
  - 國道168號（日语：国道168号）
- 車站東邊
  - 帝塚山大學（日语：帝塚山大学）東生駒校園
  - 東生駒郵局
  - 矢田丘陵長廊
- 車站西邊
  - 生駒市立生駒小學（日语：生駒市立生駒小学校）
  - 生駒市消防署

## 巴士總站
| 乘車場 | 路線號                    | 目的地                  | 途經           | 備註              |
| ------ | ------------------------- | ----------------------- | -------------- | ----------------- |
| 1      | 67                        | 帝塚山住宅              | 皋月杜鵑台住宅 | 深夜巴士，只有1班 |
| 1      | 74                        | 帝塚山住宅              | 帝塚山大學     |                   |
| 1      | 75                        | 帝塚山住宅              |                |                   |
| 1      | 文                        | 帝塚山大學              |                |                   |
| 2      | 62、63                    | 小瀨保健福祉區          | 皋月杜鵑台住宅 |                   |
| 2      | 71                        | 翠光台                  | 皋月杜鵑台住宅 |                   |
| 2      | 76                        | 皋月杜鵑台住宅          |                |                   |
| 3      | 63、64 165、168、文       | 生駒站南出口            |                |                   |
| 3      | 64                        | 飛鳥野中心              |                |                   |
| 3      | 165                       | 白庭台站                | 飛鳥野中心     |                   |
| 3      | 168・172                  | 光丘                    | 白庭台站       |                   |
| 3      | 生駒山麓公園 Fureai中心線 | 生駒山麓公園 Fureai中心 | 生駒站南出口   |                   |

## 京阪奈線與東生駒站
2006年3月27日，近鐵東大阪線的伸延區間（京阪奈線、生駒至學研奈良登美丘之間）開業。
在生駒站至東生駒站之間事實上是複複線，京阪奈線與奈良線並行。當初預計京阪奈線也會設置東生駒站，並計劃延伸至京阪奈丘陵的住宅區進行開發。但由於不能預期客量會有所增長，若在京阪奈線上也設置東生駒站，使與奈良線設有共同區間，東生駒至生駒之間實際上為複複線。最後，由於新線建設資助金的制限，為了削減建設費便不設置京阪奈線的東生駒站。但是，在此站東北方設有京阪奈線的車廠（東花園檢車區東生駒車廠），車廠入口與京阪奈線路軌設有東生駒信號場。

## 其他
- 東生駒站與東生駒車廠設有連絡線，以便京阪奈線的車輛經此連絡線前往奈良線路軌，再經其他近鐵線前往五位堂檢修車廠，但是由於京阪奈線車輛使用第三軌供電，而奈良線使用架空電纜，因此進入奈良線路線時需被機車牽引才可移動。
- 為大阪生駒靈園最近的車站，設有免費穿梭巴士來往靈園。特別在春、秋的彼岸時會增加班次，多數的墓訪客利用該巴士。

## 相鄰車站
近畿日本鐵道
 奈良線
■快速急行、■急行
通過
■準急、■區間準急、■普通
生駒（A17）－東生駒（A18）－富雄（A19）

## 外部連結
- 東生駒 - 近畿日本鐵道